# Station Gotenyama
Station Gotenyama (御殿山駅, Gotenyama-eki) is een spoorwegstation in de Japanse stad Hirakata. Het wordt aangedaan door de Keihan-lijn. Het station heeft twee sporen, gelegen aan twee zijperrons.

## Treindienst

#### Keihan-lijn
| 1 | ■ Keihan-lijn | richting Chūshojima, Sanjō en Demachiyanagi                |
| 2 | ■ Keihan-lijn | richting Hirakatashi, Kyōbashi, Yodoyabashi en Nakanoshima |

## Geschiedenis
Het station werd geopend in 1929. Het huidige station stamt uit 1969, nadat het eerste station al in 1934 verplaatst werd.

## Stationsomgeving
- Gotenyama-schrijn
- Fukuda-ziekenhuis
- Sunkus
- Life (supermarkt)
- Komeri (bouwmarkt)